# Буря (пьеса)
«Бу́ря» (англ. The Tempest) — пьеса Уильяма Шекспира, традиционно считается одной из последних в его творчестве (первая постановка в 1611 году, первая публикация в 1623 году), которые были написаны Шекспиром от начала до конца.
После первой сцены, происходящей на корабле в море во время бури, повествование разворачивается на удалённом острове, где колдун Просперо, сложный и противоречивый персонаж, живёт с дочерью Мирандой и двумя слугами: Калибаном, чудовищным дикарём, и Ариэлем, духом воздуха. Спектакль содержит музыку и песни, создающие атмосферу зачарованности на острове. В пьесе исследуется множество тем, включая магию, предательство, месть и семью. В акте IV свадебная маска является пьесой в пьесе, придавая произведению зрелищности, аллегоричности и создавая возвышенный язык.
По жанру это трагикомедия — пьеса с трагическими перипетиями, но счастливым концом. Хотя «Буря» и указана в Первом фолио как первая из комедий Шекспира, в ней рассматриваются как комические, так и трагические темы, и современная критика создала категорию поздних романтических драм для этой и иных поздних пьес Шекспира.
«Буря» была предметом различных интерпретаций, начиная с аллегории искусства и творчества, где Просперо — это Шекспир, а его отказ от магии — прощание Шекспира со сценой, и до аллюзий на европейцев, колонизирующих чужие земли.

## Действующие лица
- Алонзо, Kороль Неаполитанский
- Себастьян, его брат
- Просперо, законный герцог Миланский
- Миранда, дочь Просперо
- Антонио, брат Просперо
- Фердинанд, сын короля Неаполитанского
- Гонзало, советник короля Неаполитанского
- Адриан, Франсиско — придворные
- Калибан, дикарь, раб
- Тринкуло, шут
- Стефано, дворецкий
- Капитан корабля
- Боцман
- Матросы
- Ариэль, дух воздуха (женская роль; с XX века также мужская)
- Ирида, Церера, Юнона, Нимфы, Жнецы — духи
- Другие духи, покорные Просперо.

Действие происходит на корабле в море и на острове.

## Сюжет
Волшебник Просперо, законный герцог Милана, был свергнут своим братом Антонио с помощью короля Неаполя Алонзо. Просперо и его маленькая дочь, Миранда, изгнаны из Милана. Их посадили на ветхий корабль и отправили в открытое море. Неаполитанский вельможа Гонзало тайком от Антонио передал Просперо воду, пищу и его волшебные книги. Просперо и Миранда попадают на остров. Здесь волшебник спасает Ариэля, бесплотного духа, от мучений, которым его подвергла колдунья Сикоракса. Ариэль становится слугой Просперо, который постоянно обещает освободить его. Сын Сикораксы, дикарь Калибан, единственный житель острова, делает для Просперо чёрную работу. Ненавидя своё рабство, Калибан считает, что Просперо захватил остров, по праву принадлежащий ему.
Спустя 12 лет Просперо представляется возможность восстановить справедливость: брат Антонио, который сверг его, вместе с королём Алонзо и его сыном Фердинандом, братом короля Себастьяном и советником Гонзало возвращается на корабле со свадьбы дочери Алонзо Кларибель и короля Туниса. С помощью волшебных чар Просперо вызывает бурю на море. Корабль терпит крушение, его пассажиры, разделённые на несколько групп, выброшены на остров. Сын Алонзо, Фердинанд, считает, что только он спасся. Он встречает Миранду, молодые люди влюбляются. Однако Просперо делает вид, что не верит в искренность чувств Фердинанда и подвергает его испытаниям. В это время, пока остальных сморил сон, Антонио убеждает Себастьяна убить Алонзо, с тем, чтобы стать королём. Их заговор сорван Ариэлем по приказанию Просперо.
Пьяница-дворецкий Стефано и шут Тринкуло встречают Калибана. Тот считает, что они упали с луны, и подбивает их убить Просперо и завладеть островом. Однако заговор терпит крах: Ариэль, невидимый дух, развешивает на пути мятежников красивые одежды. Стефано и Тринкуло прельщаются ими и отвлекаются от своей цели, после чего бегут, преследуемые духами. Ариэль появляется в образе гарпии перед Алонзо, Антонио и Себастьяном и, по приказу Просперо, обвиняет их в преступлении. Постепенно все персонажи, по воле волшебника, собираются вокруг него. Просперо прощает Алонзо и возвращает ему сына, которого тот считал погибшим. Алонзо благословляет Фердинанда и Миранду.  Просперо прощает Антонио с Себастьяном, но предупреждает, что знает об их преступном замысле против Алонзо. Просперо вместе со всеми собирается в Неаполь, а затем — в Милан, где он снова будет править. Ариэлю, наконец обретшему долгожданную свободу, поручено подготовить благоприятную для плавания погоду.
В эпилоге, оставшись наедине со зрителями, Просперо, обращаясь к ним, отрекается от колдовства.

## Маска
«Буря» начинается со зрелища: корабль переживает бурю море, а затем следует и второе зрелище — маска. Маска в Англии эпохи Возрождения была праздничным придворным развлечением, в котором сочетались музыка, танцы, сложные декорации, костюмы и драматургия. Часто маска начиналась с «антимаски», где показывались беспорядочные сцены с сатирами, к примеру, дико поющими и танцующими. Затем антимаска драматически рассеивались эффектным прибытием настоящей маски — демонстрацией цивилизации, сметающей хаос и порок. В пьесе Шекспира буря в первой сцене работает как антимаска для настоящей маски в IV акте.
Маска в «Буре» — это не настоящая маска, но аналогичная сцена, которая должна подражать маске и напоминать её, она одновременно усиливает драматическое повествование, которому принадлежит. Маска — кульминация основного действия в «Буре»: намерение Просперо не просто отомстить своим узурпаторам, но и восстановить законное положение герцога Миланского. Самое важное в замысле по восстановлению власти и былого положения — женитьба Фердинанда, наследника короля Неаполя, на Миранде. Этот брак обеспечит положение Просперо и его наследие. Целомудрие невесты считается важным и крайне высоко ценится в королевских родословных. Это относится не только к заговору Просперо, но и в особенности ко двору королевы-девственницы Елизаветы. Сэр Уолтер Рэли фактически назвал одну из колоний нового мира «Виргиния» в честь целомудрия английской королевы. Это также понимал и Яков, бывший королём, когда «Буря» была поставлена впервые, во время устройства им политических браков для своих внуков. Что могло пойти не так в планах Просперо на дочь, так это сама природа: тот факт, что Миранда — это молодая девушка, только что пережившая период жизни, в который естественные влечения среди молодых людей становятся особенно сильны. Одна из угроз — Калибан, говоривший о своём желании изнасиловать Миранду и «населить этот остров Калибанами», а также предлагавший после захвата власти сделать Миранду наложницей Стефано (III.2.103–105). Ещё одна угроза — сами молодые супруги, которые могут преждевременно поддаться любовной страсти. Просперо говорит:
Клятву не забудь.
Своим желаньям воли не давай,
Будь сдержан. И великие обеты
В огне страстей сгорают, как солома.

(IV.1.52–54, пер. Мих. Донского)
Просперо, прекрасно осознавая всё, вложил немало сил в обучение Миранды, об этом он сообщает в I акте (I.2.18). Необходимость научить Миранду вдохновляет Просперо в IV акте на создание маски (IV.1.39–43), а «ценность целомудрия» — это основной урок маски, наряду со счастливым браком.

## Датировка и источники

#### Датировка
Точно неизвестно, когда была написана «Буря», однако данные подтверждают предположение, что, вероятно, она была сочинена в промежутке между концом 1610 г. и серединой 1611 г. Она считается одной из последних пьес, написанных Шекспиром самостоятельно. Доказательства подтверждают, что замысел пьесы, возможно, возник незадолго до, после или примерно в одно время с «Зимней сказкой». Эдвард Блаунт внёс «Бурю» в Каталог канцелярских товаров 8 ноября 1623 г. Это была одна из 16 пьес Шекспира, зарегистрированных Блаунтом в тот день.

#### Современные источники
У сюжета «Бури» нет очевидного единого источника; похоже, что пьеса была создана при помощи нескольких источников. С тех пор как в XVIII в. началось изучение источников Шекспира, исследователи предлагали отрывки из «Naufragium»-а («Кораблекрушение»), одного из диалогов в Colloquia Familiaria (Разговоры запросто) Эразма Роттердамского (1518 г.), и  перевод Ричардом Иденом в 1555 г. «De orbo novo» Пьетро Мартире д'Ангьера (1530 г.).
«Правдивый рассказ о кораблекрушении и искуплении сэра Томаса Гейтса, рыцаря» Уильяма Стрейчи, рассказ очевидца о реальном кораблекрушении «Морского предприятия» (Sea Venture) в 1609 г. на острове Бермудские острова во время плавания в Вирджинию - это текст, который считается основным источником вступительной сцены, а также и ряда других упоминаний в пьесе о заговорах и возмездии. Хотя рассказ Стрейчи и не публиковался до 1625 г., он датирован 15 июля 1610 г., и считается, что Шекспир, возможно, увидел его в рукописи примерно в том же году. E.K. Chambers назвал Правдивый рассказ «главным авторитетным источником» «Бури» Шекспира. В то же время, Кеннет Мьюир говорит, что, хотя «нет сомнений в том, что Шекспир прочёл... «Правдивый рассказ» Уильяма Стрейчи» и иные рассказы, однако «степень словесных эхо [бермудских] памфлетов, как я полагаю, преувеличена. Едва ли найдется в истории или художественной литературе такое кораблекрушение, в котором не упоминалось бы разделение корабля на части, и где корабль не лишался бы своего груза, и где пассажиры не считали бы себя погибшими, и где северный ветер не дул бы резко и где нельзя было бы добраться до берега, цепляясь за обломки», далее он утверждает, что «рассказ Стрейчи о кораблекрушении смешивается с воспоминаниями о Святом Павле, а также Эразмовским диалогом». Персонаж Стефано идентифицировали как Стивена Хопкинса, подписавшего Мэйфлауэрское соглашение.
Другой выживший корабля Sea Venture, Сильвестр Журден, опубликовал рассказ «Открытие Бармудских островов» 13 октября 1610 г.; Эдмонд Мэлоун приводит доводы в пользу даты 1610–1611 гг. в рассказе Журдена и «Истинном заявлении о собственности колонии в Вирджинии» Лондонского совета Вирджинии от 8 ноября 1610 г.
Эссе Мишеля де Монтеня «О канибаллах» считается источником утопических рассуждений Гонзало во II акте, сцене 1, а также, возможно, и других строк, касающихся различий культур.
В 1609 г было опубликовано в виде брошюры стихотворение о путешествии на остров, озаглавленное "Pimlyco; or, Runne Red-Cap". Оно было написано в честь таверны в Хокстоне. Стихотворение включает большие цитаты из более ранней (1568 г.) поэмы Джона Скелтона «The Tunning of Elynor Rymming». Нет никаких доказательств того, что Шекспир читал эту книжицу, знал о ней или использовал её. Тем не менее, стихотворение может быть полезно для исследователей как источник информации о темах и историях, известных в Лондоне незадолго до написания «Бури».

#### Иные источники
Общая структура «Бури» могла быть взята из традиционной итальянской комедии дель арте, в которой иногда фигурировали некий маг и его дочь, а также их сверхъестественные спутники и ряд деревенских жителей. Также в комедии часто фигурировали клоун по имени Арлекин (или его предшественник Дзанни) и его партнёрша Бригелла, поразительно похожие на Стефано и Тринкуло, развратный горбун-неаполитанец, соответствующий Калибану, а также умная и красивая Изабелла, чей богатый и манипулятивный отец Панталоне постоянно искал для неё жениха, которым таким образом соответствуют отношения между Мирандой и Просперо.
Описание Гонзало идеального общества (2.1.148–157, 160–165) тематически и словесно перекликается с эссе Монтеня «О каннибалах», переведённом на английский язык и опубликованной Джоном Флорио в 1603 г. Монтень прославляет общество карибских аборигенов: «Это народность... который не имеет ни вида торговли, ни знания букв, ни знания чисел, ни имени магистрата, ни политического превосходства; никакого использования службы, богатства или бедности; никаких контрактов, никаких правопреемств, никаких дел, никаких занятий, кроме праздности; никакого уважения к родственникам, но простому, никакой одежде, кроме естественной, никакого удобрения земли, никакого употребления вина, кукурузы или спирта. У них никогда не было слышно слов, означающих ложь, неправду, измену, лицемерие, алчность, зависть, клевету».

Источником речи Просперо в V акте, где он прощается с магией (5.1.33–57), является заклинание волшебницы Медеи из поэмы Овидия «Метаморфозы». Медея восклицает:

Ye airs and winds; ye elves of hills, of brooks, of woods alone,
Of standing lakes, and of the night, approach ye every one,
Through help of whom (the crooked banks much wondering at the thing)
I have compelled streams to run clean backward to their spring. ( Овидий, 7.265–268 )

А так у Просперо в оригинале:

Ye elves of hills, brooks, standing lakes and groves,
And ye that on the sands with printless foot
Do chase the ebbing Neptune, and do fly him
When he comes back... (5.1.33–36)

## Текст
«Буря» впервые появилась в печати в 1623 г. в сборнике из 36 пьес Шекспира под названием «Комедии, истории и трагедии мистера Уильяма Шекспира; Издано по Подлинным и Оригинальным Копиям» (Mr. William Shakespeare's Comedies, Histories, & Tragedies; Published according to the True and Original Copies), известном как Первое Фолио. Пьесы, в том числе «Буря», были собраны и отредактированы Джоном Хемингсом и Генри Конделлом.
Рукописный текст «Бури» был подготовлен Ральфом Крейном, писцом, нанятым труппой «Слуги короля». Крейн, вероятно, скопировал черновик Шекспира, основываясь на стиле фолио Бена Джонсона 1616 года. Считается, что Крейн привёл в порядок тексты, отредактировал разделение на акты и сцены, а кое-где добавил и собственные улучшения. Он любил соединять слова дефисами и использовать элизию с апострофами, например, заменяя «with the king» на «w'th' King» (I.2.112). Крейн мог создать сложные ремарки в «Буре»; они служат свидетельствами того, как пьеса была поставлена труппой «Слуги короля».
Весь проект Первого фолио был передан слепому печатнику Уильяму Джаггарду, и печать началась в 1622 году. «Буря» была первой пьесой в издании. Она была откорректирована и отпечатана с особой тщательностью; это самый хорошо напечатанный и наиболее чистый текст из 36 пьес. Исследования показали, что  для установки шрифта в печатном станке для «Бури» были задействованы 3 наборщика: в 1960-е годы. Чарлтон Хинман осуществил программное библиографическое исследование Первого фолио, и анализ отличительных особенностей печатных слов на странице позволил различить наборщиков, показав, что над «Бурей» работали 3 разных человека, известные как наборщик B, C и F. Наборщик B работал над первой страницей и над шестью другими. Он был опытным подмастерьем в типографии Уильяма Джаггарда, но иногда мог быть небрежен. Он также любил тире и двоеточие там, где в современных изданиях используются запятые. В своей роли он мог нести ответственность за всё Первое фолио. Двое других, наборщики C и F, работали полный рабочий день и были опытными печатниками.
В то время орфография и пунктуация не были стандартизированы и варьировались от страницы к странице, потому что у каждого наборщика имелись индивидуальные предпочтения и стили. Есть сведения, что тираж останавливали не менее 4 раз, что допускало вычитки и исправления. Однако страница с ошибкой не отбрасывалась, поэтому страницы с опозданием в любом заданном тираже будут наиболее точны, и каждое из напечатанных фолио может отличаться в этом отношении. Это было обычной практикой того времени. Также имелся случай, когда буква (металлическая или шрифтовая) повреждалась, возможно, во время пробега и меняла значение слова. После маски Фердинанд говорит:
О, если бы остаться здесь навеки!
С такой женой, с таким отцом премудрым
Здесь был бы рай.

(IV.1.122-124, пер. Мих. Донского)
Слово «wise» в конце строки 123 было напечатано с традиционной длинной «s», напоминающей «f». Но в 1978 году было высказано предположение, что во время тиража отломился небольшой кусочек перекладины на шрифте, и слово должно быть «wife» (жена). Современные редакторы не пришли к единому мнению — Оксфордское издание пишет «wife», Арденское — «wise».

## Театр
Окончен праздник. В этом представленье
Актерами, сказал я, были духи.
И в воздухе, и в воздухе прозрачном,
Свершив свой труд, растаяли они. –
Вот так, подобно призракам без плоти,
Когда-нибудь растают, словно дым,
И тучами увенчанные горы,
И горделивые дворцы и храмы,
И даже весь – о да, весь шар земной.
И как от этих бестелесных масок,
От них не сохранится и следа.
Мы созданы из вещества того же,
Что наши сны. И сном окружена

Вся наша маленькая жизнь. –
«Буря» анализирует самоё себя как пьесу, часто создавая связи между искусством Просперо и театральной иллюзией; кораблекрушение – спектакль, разыгранный Ариэлем, а Антонио и Себастьян взяты в труппу, чтобы играть. Просперо даже создаёт отсылку к Театру «Глобус», описывая весь мир как иллюзию: «И даже весь – о да, весь шар земной. / И как от этих бестелесных масок, / От них не сохранится и следа» (пер. Михаила Донского). Ариэль нередко маскируется под образы классической мифологии, например, нимфу, гарпию и Цереру, выступая этой последней в масках и антимасках, создаваемых Просперо.
Томас Кэмпбелл в 1838 г. первым предположил, что Просперо частично представляет собой Шекспира, однако затем отказался от этой идеи, придя к выводу, что «Буря» была ранней пьесой.
Поскольку это была последняя написанная одним Шекспиром пьеса, «Буря » часто считывалась как прощальная речь в его карьере, особенно в самом конце речи Просперо, где он говорит публике: «Let your indulgence set me free», прося освободить себя от сцены в последний раз перед устранением от дел.

## Магия
Просперо — маг, чья магия — благотворная «белая магия». Просперо освоил магию посредством своих книг о природе, и он использует магию для достижения якобы благих результатов. Шекспир использует Калибана для указания на противоположность магии Просперо — злую чёрную магию. Мать Калибана, Сикоракса, не появляющаяся в пьесе, олицетворяет ужас и трепет, зарождавшийся в это время в Англии и в других странах относительно колдовства и чёрной магии. К магии относились серьёзно, и её изучали серьёзные философы, в частности, немец Генрих Корнелий Агриппа, который в 1533 году опубликовал в трёх томах свою «Оккультную философию», где обобщались достижения итальянских учёных по теме магии. Работа Агриппы оказала влияние на Джона Ди (1527–1608), англичанина, у которого, как и у Просперо, была большая библиотека книг по оккультизму, а также науке и философии. Это было опасное время для философствования о магии — Джордано Бруно сожгли на костре в Италии в 1600 году, всего за несколько лет до сочинения «Бури».
Просперо использует магию, основанную на науке и реальности — ту, что изучали Агриппа и Ди. Просперо изучал и постепенно смог развить силу, представленную Ариэлем, которая расширила его возможности. Магия Сикораксы не была способна на то, что может Ариэль: «Ариэль — дух, слишком нежный, чтобы исполнять её земные и ненавистные приказы» (I.2.272-274). Рациональная благость Просперо позволяет ему контролировать Ариэля, тогда как Сикоракса способна лишь заманить его в ловушку на дереве (I.2.277–279). Магия Сикораксы описывается разрушительной и ужасной, тогда как магия Просперо считается чудесной и прекрасной. С помощью своей магии Просперо стремится навести порядок в своём мире, и как только он этого добивается, — отказывается от неё и освобождает Ариэля.

Магические усилия Просперо важны для «Бури»; это обуславливает единство действия. Об этом говорится как о проекте Просперо во II акте, когда Ариэль предотвращает попытку убийства:
Мой господин провидел, что грозит
Его доброжелателю опасность,
И мне он приказал спасти обоих:
Ведь с ними – замысел его умрёт.

(II.1.298-300, пер. Мих. Донского)
В начале V акта Просперо говорит:
Мой замысел уж близок к завершенью

(V.1.1, пер. пер. Мих. Донского)
Просперо, видимо, точно понимает, чего он хочет. Начиная с бури в самом начале пьесы, его проект состоит из нескольких шагов. «Богатое состояние» (bountiful fortune)  дало ему шанс повлиять на свою судьбу, а также судьбу своего графства и семьи.
Его план состоит в том, чтобы сделать всё возможное для обращения вспять того, что произошло 12 лет назад, когда его трон был узурпирован: сначала он вызывает бурю, дабы заставить людей устрашиться его великой силы, а затем, когда все остаются невредимы, он разделяет переживших бурю на разные группы. Это позволяет ему по-разному обращаться с каждой группой. Затем план Просперо состоит в соединении Фердинанда с Мирандой. За рамки его магических способностей выходит их чувство друг в друга, однако они влюбляются. Следующими этапами станут испытания. Он волшебным образом заставляет остальных заснуть. Далее следует маска, которая должна воспитать и приготовить пару. Но затем его планы начинают рушиться, когда маска прерывается (V.1.130-132). Затем Просперо начинает противостоять своим узурпаторам, и он требует своего герцогства и «дивного нового мира» (V.1.183) посредством слияния Милана и Неаполя через брак Фердинанда и Миранды.
Магия Просперо не подействовала на не раскаявшихся Себастьяна и Антонио. Затем Просперо справляется с Антонио благодаря не магии, но чему-то более приземлённому — шантажу (V.1.126–129). Этот провал магии имеет большое значение, и критики расходятся во мнениях относительно значения этого: Ян Котт считает это крахом иллюзий как Просперо, так и самого автора. E.M.W. Tillyard преуменьшает это событие, считая его незначительным разочарованием. Ряд критиков считают Себастьяна и Антонио шутами, а не реальной угрозой. Стивен Оргел обвиняет Просперо в том, что он вызвал проблему, забыв о Себастьяне и Антонио, что может вводить тему всё нарастающего маразма Просперо. Дэвид Хёрст утверждает, что провал магии Просперо может иметь и более глубокое объяснение: он думает, что магия Просперо вообще не повлияла на некоторые вещи (например, на Калибана), и что Просперо скорее идеалистичен, нежели реалистичен, и его магия уподобляет Просперо богу, но, наряду с этим, отличает его от человека, что и объясняет, почему Просперо кажется нетерпеливым, почему он плохо обращается с дочерью, например, когда решение проблем зависит от его человечности, а не от его магии. Это объясняет и его неудовлетворённость «реальным миром», что стоило ему, например, своего герцогства. В конце концов, Просперо осознаёт ценность человеческого бытия.

## Критика

### Жанр
Романтическая драма: романтическое повествование Шекспира видно как из самих персонажей, так и из обстановки острова. Часто романтические отношения связаны с экзотическими и отдалёнными местами, как этот остров в «Буре». Окружающая среда является домом для Просперо и Миранды. Это также место, где один из персонажей, потерпевших кораблекрушение, Фердинанд, влюбляется в Миранду. Тем не менее, они моделируют взаимоотношение рыцаря и принцессы. Романтические драмы используют тему рыцаря, пытающегося завоевать любовь принцессы. Фердинанд — пример соответствия именно такой роли, так как ему приходится работать на Просперо ради завоевания уважения и любви, для того чтобы он женился на его дочери Миранде.
Комедия: «Буря» изначально подаётся как форма трагикомедии в Первом фолио пьес Шекспира, изданном Джоном Флетчером. Ещё одна форма комедии, которую создает «Буря», — это представление о греческой и латинской новой комедии. Статья Лестера Э. Барбера «The Tempest and New Comedy» предполагает, что «Новая комедия» частично связана с повествованием о рабах, благодаря персонажам Ариэля и Калибана. Оба они считаются комедийными рабами, так как их цель — освободиться от власти Просперо. Здесь оба персонажа различны только тем, как они представляют себя рабами. Возможно, Калибана иногда считают персонажем, не принадлежащим Новой комедии, так как его рассматривают в качестве "Convent Vehicle". Лестер Э. Барбер утверждает, что Convent Vehicle — это такой раб, который совершает подлые и неразумные поступки, из-за которых терпит неудачу, унижается и наказывается. Калибан соответствует ровно этому из-за своей ненависти и неповиновения Просперо. Ариэль как раб имеет иной подход, поскольку он является Типичной Парадигмой (Typical Paradigm). Типичная парадигма — это более сноровистый раб, умнее других рабов, он поддерживает хозяев и решает проблемы своего хозяина. Ариэль очень послушен Просперо и следует его желанию использовать магию на жертвах кораблекрушения в рамках отмщения Просперо.

### Драматическая структура
Как и «Комедия ошибок», «Буря» очень топорно придерживается единства времени, места и действия. Другие пьесы Шекспира редко соблюдали 3 единства, так как происходили в разных местах, на расстоянии множества миль и в течение многих дней или даже лет. События пьесы разворачиваются перед зрителями в реальном времени, Просперо даже заявляет в последнем акте, что всё произошло примерно за 3 часа. Всё действие объединено в один основной сюжет, это борьба Просперо за возвращение своего герцогства; он также ограничен одним местом, выдуманным островом, который, по мнению многих учёных, должен был находиться в Средиземном море. Иное прочтение предполагает, что действие происходило в Новом Свете, так как учёные отмечают, что ряд частей пьесы указывает на европейскую колонизацию Америки. Третьи утверждают, что остров может представлять любую колонизированную землю.
В развязке пьесы Просперо начинает парабазис (прямое обращение к зрителям). В своей книге «Назад и вперёд» поэт и литературный критик Сиддхартха Бозе утверждает, что эпилог Просперо создаёт «постоянный парабазис» (permanent parabasis), который является «условием [шлегелевской] романтической иронии». Просперо, а в более широком смысле и сам Шекспир, вверяет публике собственное отпущение грехов. Освобождение и искупление, которое Просперо «даёт» Ариэлю и Калибану, также передаются зрителям. Однако точно так же, как и Просперо черпает свою силу, «создавая язык, на котором другие персонажи могут рассказывать о своём опыте», так и механика и обычаи театра ограничивают понимание зрителем самого себя и его отношения к пьесе и к реальности. Спустя четыре столетия после оригинальной постановки пьесы зрители всё ещё аплодируют в конце «Бури», награждая Просперо за воссоздание европейской гегемонии. Нет необходимости видоизменять текст «Бури» под феминистские и антиколониальные постановки. Необходима только иная аудитория, которая осознаёт себя и свою агентность.

#### Постколониальная критика
Во времена Шекспира большая часть мира всё ещё была колонизирована европейскими купцами и поселенцами, а из Америки приходили истории с мифами о каннибалах Карибского моря, далёких Эдемах и далеких тропических утопиях. Насчёт персонажа Калибана (чьё имя является почти анаграммой Каннибала, а также напоминает «Карибан», термин, который тогда использовался для туземцев в Вест-Индии), была высказана догадка, что Шекспир, возможно, предлагает углублённое обсуждение нравственности колониализма. В пьесе можно найти разные взгляды на этот вопрос, например, утопию Гонзало, порабощение Калибана Просперо и последующее негодование Калибана. Постколониальные исследования утверждали, что Калибан представлен как один из самых естественных персонажей в пьесе, он очень тесно связан с миром природы (и современная публика начала считать, что он гораздо более благороден, чем два его друга из Старого Света, Стефано и Тринкуло, хотя первоначальный замысел автора мог быть иным). Есть свидетельства того, что Шекспир опирался на эссе Монтеня «О каннибалах», в котором обсуждаются ценности обществ, изолированных от европейского влияния, при написании «Бури».
Начиная примерно с 1950 года, после публикации «Психологии колонизации» Октава Маннони, постколониальные теоретики всё чаще анализировали «Бурю» и переосмысливали её в свете постколониальной теории. Эта новая перспектива на текст исследовал влияние «колонизатора» (Просперо) на «колонизируемого» (Ариэля и Калибана). Хотя в этих спорах Ариэля часто упускали из виду в пользу более интригующего Калибана, он, тем не менее, служил важным компонентом анализа. Французский писатель Эме Сезер в своей пьесе Une Tempête переносит «Бурю» на Гаити, изображая Ариэля мулатом, который, в отличие от более мятежного Калибана, полагает, что переговоры и партнёрство — это путь к свободе от колонизаторов. Фернандес Ретамар переносит свою версию пьесы на Кубу, изображая Ариэля богатым кубинцем (по сравнению с Калибаном из более низкого сословия), который также должен выбирать между восстанием и переговорами. Также утверждалось, что именно Ариэль, а не Калибан или Просперо, и является законным владельцем острова. Мишель Клифф, ямайский писатель, говорит, что попыталась объединить Калибана и Ариэля внутри самой себя для создания письма, которое бы лучше представляло её культуру. Такое использование Ариэля в постколониальном мышлении далеко не редко; этот дух даже стал тёзкой научного журнала, посвящённого постколониальной критике.

#### Феминистская критика
Феминистские толкования «Бури» рассматривают пьесу с точки зрения гендерных ролей и отношений между персонажами на сцене, рассматривая то, как в тексте строятся и репрезентируются понятия пола, а также исследуют сопутствующие этому идеологии, с осознанием дисбаланса и несправедливости. Две ранние феминистские интерпретации «Бури» включены в «Героинь Шекспира» Анны Джеймсон (Shakespeare's Heroines, 1832) и «Девичье детство героинь Шекспира» Мэри Кларк (The Girlhood of Shakespeare's Heroines, 1851).
«Буря» — это пьеса, созданная в культуре и обществе, где доминируют мужчины, гендерный дисбаланс метафорически исследуется через всего лишь одну главную женскую роль, Миранду. Миранде 15 лет, она умна, наивна и красива. Единственные люди, с которыми она когда-либо сталкивалась в своей жизни, были мужчинами. Просперо считает себя её главным учителем и спрашивает, может ли она припомнить время до их прибытия на остров — предполагая, что она не может. Когда Миранда вспоминает о «четырёх или пяти женщинах», ухаживавших за ней в молодости (1.2.44–47), это беспокоит Просперо, желающего изображать себя её единственным учителем и абсолютным источником её истории — всё предшествующее его учению, должно в сознании Миранды быть тёмной «бездной» (dark abysm,1.2.48–50). «Четыре или пять женщин», которых помнит Миранда, могут символизировать стремление молодой девушки к чему-то ещё, кроме мужчин.
Другие женщины, навроде матери Калибана Сикораксы, матери Миранды и дочери Алонсо Кларибель, только кратко упоминаются. Из-за небольшой роли, которую женщины играют в этой истории по сравнению с другими пьесами Шекспира, «Буря» вызвала много феминистской критики. Миранда обычно рассматривается как полностью лишенная свободы отцом девушка. Её единственная обязанность в его глазах — оставаться целомудренной. Энн Томпсон утверждает, что Миранда в манере, типичной для женщин в колониальной атмосфере, полностью усвоила патриархальный порядок вещей, считая себя подчинённой своему отцу.

Большая часть того, что сообщается о Сикораксе, говорится Просперо, никогда не встречавшимся с нею — всё, что он знает о ней, он узнал от Ариэля. Когда Миранда спрашивает Просперо: «Господин, разве вы не мой отец?», Просперо отвечает,

Твоя мать была образцом добродетели, и
Она сказала, что ты моя дочь.
(I.2.56-57)

Этот удивительный ответ усложнил интерпретации, изображавшие их отношения просто как отношения властного отца с невинной дочерью, и порой этот обмен репликами в постановках сокращался. Аналогичный пример возникает, когда Просперо в ярости поднимает вопрос об отцовстве своего брата, а Миранда защищает мать Просперо:
Я вашу матужку не осужу:
Злодеев носит и благое чрево.

(I.2.118-120, пер. Мих. Донского)

## Рецепция
Около двух веков — с 1650-х по 1850-е годы «Буря» ставилась не в оригинальном, а переработанном виде. Начиная со второй половины XIX века слава «Бури» стала расти.

## Известные постановки
Существует запись о том, что «Бурю» играли «Слуги короля» (шекспировская труппа) во дворце Уайтхолл в канун Дня Всех святых 1 ноября 1611 года. Харольд Блум утверждает в Shakespeare: Invention of the Human, что эта запись «как известно, подделка», но подтвердил, что 1611 — год издания пьесы. «Буря» была одной из восьми пьес Шекспира, игравшихся при дворе в течение зимы 1612—1613 годов во время празднеств в честь бракосочетания принцессы Елизаветы Стюарт и Фридриха V, курфюрста Пфальца. Сведений о дальнейших постановках вплоть до Реставрации нет. Однако Уильям Давенант в своём предисловии к обработке пьесы, выполненной им совместно с Джоном Драйденом в 1667 году, утверждает, что «Буря» ставилась в театре «Блэкфрайерс». Внимательное изучение ремарок в пьесе показывает, что, возможно, она была создана специально для «Блэкфрайерса», а не «Глобуса». До XX века пьеса печаталась и ставилась чаще всего в обработке Драйдена-Давенанта, под заголовком «Очарованный остров» (англ. The Enchanted Island). В постановках принимали участие Дэвид Гаррик, Томас Шедуэлл, Дж. Кембл и др. В оригинале шла несколько раз в 1746 году в «Друри-Лейн» (Лондон).
- реж. Вильям Чарльз Макриди (Macready), 1838 год (в роли Калибана — Джордж Беннет)
- реж. Чарлз Кин, 1857 год

### XX век (текст Шекспира)
- Новый драматический театр (Берлин, 1906)
- Мемориальный театр (Стратфорд-он-Эйвон, 1951; Просперо — М. С. Редгрейв, Калибан — Гриффит, Миранда — Пенвердин)
- там же (1957, реж., художник и композитор Питер Брук; Просперо — Джон Гилгуд, Ариэль — Брефорд, Тринкуло — Ревилл, Миранда — Эрис, Калибан — Клюне, Фердинанд — Джонсон)
- Йоханнесбургский Репертуарный театр (1957; Просперо — Болтер, Ариэль — Кришток)
- Художественный театр, Мюнхен (1914)
- Нью-Йорк (1946, реж. Уэбстер)
- American Shakespeare Theatre (1981, реж. Джералд Фридмэн)
- Royal Shakespeare Company (1982, реж. Рон Дэниелс)
- Олд Вик (1988, реж. Джонатан Миллер; Просперо — Макс фон Сюдоф)
- Роял Шекспир Компани (Royal Shakespeare Company, 1993, Сэм Мендес; Ариэль — Simon Russell Beale, Просперо — Алек Маккоуен[англ.]
- the Globe Theatre (2000; Просперо — Ванесса Редгрейв, Калибан — Джаспер Бриттон (Jasper Britton).

### В России и СССР
Первая постановка — 28 сентября 1821 год, Александринский театр. Обработка князя А. А. Шаховского (для бенефиса Е. И. Ежовой), музыкальный пролог из произведений Л. Керубини и Штейбелта в аранжировке Кавоса (Просперо — Брянский, Калибан — Щеников, Миранда — Дюкова, Ариэль — Строганова).
- Театр Корша (Москва; оригинальный текст, 1901, реж. Н. Н. Синельников; Просперо — Ф. П. Горев, Калибан — Яковлев, Миранда — Миткевич, Ариэль — Щепкина).
- Новый театр Л. Яворской (Петербург, 1901, Ариэль — Л. Б. Яворская).
- Малый театр (перевод Н. Сатина, 30 ноября 1905, реж. А. П. Ленский, художники — К. А. Коровин и Клодт, машинная часть К. Ф. Вальца, музыка А. С. Аренского; Просперо — С. В. Айдаров, Калибан — Парамонов, Фердинанд — Остужев, Тринкуло — Яковлев, Себастьян — Головин, Стефан — Сашин, Миранда — Косырева, Ариэль — Е. Садовская).

- Театр Художественно-просветительного союза рабочих организаций (Театр ХПСРО, Москва, реж. Ф. Ф. Комиссаржевский и В. Бебутов)
- Московский Новый театр (в том же году, Просперо — К. В. Эггерт, Калибан — де Бур, Тринкуло — А. Я. Закушняк).
- Театр им. В. Ф. Коммисаржевской — г. Санкт-Петербург, реж. А. Морфов, премьера 15 ноября 1998 года. Спектакль — лауреат премии «Золотая маска» 2000 в номинации «Лучший художник».
- Театр «Кукольный формат» — г. Санкт-Петербург, премьера 13 января 2009 года, реж. А. Борок, А. Викторова.
- Театр «Et cetera» — г. Москва, премьера 25 сентября 2010 года, реж. Р. Стуруа.
- Режиссёр — Деклан Доннеллан. Мировая премьера — 26 января 2011 года в Париже, Франция.
- Московский театр на Малой Бронной — премьера 23 декабря 2011 года, реж. И. Древалев, Л. Дуров (Просперо — Л. Дуров). Спектакль - обладатель Главного приза ("The Top Award") международного фестиваля World Stage Design в номинации "музыка и саунд дизайн", Кардифф, Великобритания, 2013 г.
- Театр «За Чёрной речкой» — г. Санкт-Петербург, реж. И. Стависский, премьера 5 декабря 2013 года. Спектакль — лауреат Высшей театральной премии «Золотой софит» в номинации «Лучший спектакль».

## «Буря» в музыке
- В конце XVII и начале XVIII в. в Англии «Буря» Шекспира (в обработках либреттистов) неоднократно была положена на музыку в рамках популярного в те времена жанра семи-оперы. Среди композиторов, использовавших сюжет «Бури», видные композиторы английского барокко Мэтью Локк и Генри Пёрселл.
- Бетховен считал музыкальным воплощением «Бури» Шекспира первую часть сонаты с речитативом op. 31 № 2, d-moll, (1802) и сонату «Аппассионату» op. 57, f-moll (1804). Когда друг и биограф Бетховена Антон Шиндлер спросил как-то, каково содержание «Аппассионаты», композитор ответил: «Почитайте только шекспировскую „Бурю“». Как указывает академик Б. В. Асафьев, «мы имеем, согласно драгоценному указанию самого композитора, отображение поэтической идеи „Бури“ Шекспира. <…> В „Аппассионате“ — не только любовь, но и едва ли не всюду „природа в ее космическом облике“, вызванная „магическим“ гением, то есть искусством Просперо… Бетховен сам становится Просперо, воссоздателем стихии жизни в искусстве: он не пишет музыку к пьесе Шекспира, а музыкально отображает ту же поэтическую идею» (Асафьев Б. В. Музыкальная форма как процесс. Л., 1971. С. 290—291).
- Шестая часть монодрамы Берлиоза «Лелио, или пробуждение к жизни», op. 14b озаглавлена как «Фантазия на тему „Бури“ Шекспира» (Fantaisie sur la 'Tempête' de Shakespeare)
- Одним из последних произведений Яна Сибелиуса была музыка к «Буре»[англ.].
- Симфоническая фантазия «Буря» Петра Ильича Чайковского.
- Музыка к «Буре»[англ.] (1861) была дипломным сочинением английского композитора Артура Салливана.
- Кайя Саариахо написала на основе отрывков из пьесы Шекспира произведение «The Tempest Songbook», состоящее из 5 частей: Ariel’s Hail, Caliban’s Dream, Miranda’s Lament, Prospero’s vision, Ferdinand’s Comfort.
- Томас Адес. Опера «Буря».

## «Буря» в живописи
- «Просперо и Миранда» — Уильям Хогарт (ок. 1728)
- «Буря» —Уильям Хогарт (1730–1735)
- «Миранда и Фердинанд» — Ангелика Кауфман (1782)
- «Эмма Гамильтон в образе Миранды» — Джордж Ромни (1786)
- «Буря» — Джордж Ромни (ок. 1790)
- «У пещеры Просперо» — Уильям Питерс (1790)
- «Просперо и Ариэль» — Уильям Гамильтон (1797)
- «Просперо, Миранда и Ариель» — Томас Стотард (ок. 1799)
- «Просперо» —  Иоганн Генрих Фюсли (1789)
- «Ариэль» — Иоганн Генрих Фюсли (ок. 1800–1810)
- «Миранда играет в шахматы с Фердинандом, шутливо обвиняя его в обмане» — Жилло Сент-Эвр (1822)
- «Миранда и Калибан» — Джеймс Уорд (1837)
- «Приди на эти жёлтые пески» — Ричард Дадд (1842)
- «Сцена из "Бури"» — Уильям Риммер (1850)
- «Фердинанд, искушаемый Ариэлем» — Джон Эверетт Милле (1850)
- «Просперо и Миранда» — Уильям Мо Эгли (ок. 1850)
- «Просперо, герцог Миланский, и его дочь во время бури в старой лодке» — Жилло Сент-Эвр
- «Миранда» — Джордж Холл (1856)
- «Калибан» — Джозеф Ноэль Патон (1868)
- «Фердинанд и Миранда играют в шахматы» — Люси Мэдокс Браун (1871)
- «Миранда» — Джон Уильям Уотерхаус (1875)
- «Калибан» — Одилон Редон (1881)
- «Миранда» — Фредерик Гудолл (1888)
- «Миранда и Буря» — Джон Уильям Уотерхаус (1916)

## Экранизации
- 1905 — Буря/Tempest, режиссёры Герберт Бирбом Три, Чарльз Урбан, Великобритания
- 1908 — Буря/Tempest, режиссёр Перси Стоу[англ.], Великобритания
- 1911 — Буря[англ.], режиссёр Эдвин Санхаузер[англ.], США
- 1912 — Буря / The Tempest, Франция
- 1921 — Буря / The Tempest, США, режиссёр Роберт Н. Брэдбери[англ.]
- 1939 — Буря / The Tempest, режиссёр Даллас Бауэр[англ.], Великобритания
- 1948 — Жёлтое небо[англ.] / Yellow Sky, США, режиссёр Уильям Уэллман (свободная адаптация пьесы Шекспира)
- 1951 — Буря / The Tempest, Великобритания (ТВ) режиссёр Рекс Такер[англ.]
- 1956 — Буря / The Tempest, Великобритания (эпизод телесериала Театр воскресным вечером[англ.]), режиссёр Ян Аткинс
- 1956 — «Запретная планета», США футуристический пересказ пьесы «Буря». Режиссёр Фред М. Уилкокс[англ.]
- 1960 — Буря[англ.] / he Tempest, (ТВ), США, режиссёр Джордж Шефер[англ.]
- 1963 — Буря[англ.] / he Tempest, (ТВ), Австралия, режиссёр Алан Бурк[англ.]
- 1964 — Буря / Stormen Норвегия (ТВ), режиссёр Бартольд Холли[англ.]
- 1965 — Калибан / Caliban, ФРГ, (ТВ), (фрагмент сериала «Чтения литературного журнала на сцене» / Auf der Lesebühne der Literarischen Illustrierten
- 1968 — Буря / La tempête, Франция (ТВ), режиссёр Франсуа Гир[англ.]
- 1968 — Буря / The Tempest, Великобритания, (ТВ), режиссёр Бейзил Коулмэн. Эпизод телесериала Пьеса месяца[англ.]
- 1969 — Буря / Der Sturm, ФРГ (ТВ), режиссёры Stefan Meuschel, Фриц Кортнер
- 1976 — Буря / A vihar, Венгрия (ТВ), режиссёр Гергей Хорват[венг.]
- 1979 — «Буря», реж. Дерек Джармен (Великобритания)
- 1980 — «Буря» / The Tempest, (ТВ) Великобритания, США режиссёр Джон Горри[англ.] (часть цикла BBC Television Shakespeare[англ.])
- 1980 — «Буря» / The Tempest, (видео) США,режиссёр Одри Е. Стэнли
- 1982 — Буря[англ.] / The Tempest, США, режиссёр Пол Мазурски.В ролях Джон Кассаветис — Филипп Димитриус (Просперо), Джина Роулендс — Антония Димитриус, Сьюзан Сарандон — Ариэль. Витторио Гасман — Алонзо, Рауль Хулио — Калибан, Молли Рингуолд — Миранда, Сэм Робардс — Фердинанд
- 1983 — «Буря» / The Tempest, (ТВ), США, режиссёр Уильям Вудман. В ролях: Дэвид Граф — Стефано, Николас Хаммонд — Фердинанд, Кей И. Кьютер — Гонзало, Тед Сорель — Антонио
- 1983 — «Буря» / The Tempest, (ТВ), Канада, режиссёры Джон Хирш[англ.], Херб Роланд
- 1986 — «Буря» / The Tempest, (Видео) США
- 1987 — «Буря» / Myrsky (ТВ), Финляндия, режиссёры Лизбет Ландефорт[фин.], Riitta Degerholm
- 1989 — Плавание в Мелонию[швед.] / Resan till Melonia, (мультфильм), Швеция, Норвегия, режиссёр Пер Олин[швед.]
- 1991 — «Книги Просперо», реж. Питер Гринуэй (Нидерланды, Франция, Великобритания, Италия)
- 1992 — «Буря», мультфильм, режиссёр Станислав Соколов (Россия и Великобритания). Цикл «Шекспир: Великие комедии и трагедии»
- 1997 — Шекспировская лапа / Shakespaw, США (эпизод телесериала «Вишбон: Собака-фантазер») режиссёр Рик Даффилд
- 1997 — Буря в Буттауне / The Tempest in Butetown, (ТВ), Великобритания, режиссёр Майкл Богданов[англ.]
- 1998 — «Буря» / Stormen (ТВ), Швеция, режиссёр Ёран Стангерц[англ.]
- 1998 — Буря[англ.], (ТВ), США, режиссёр Джек Бендер. Действие фильма перенесено в США времён Гражданской войны
- 2001 — Буря / The Tempest, США, режиссёр Кармелла Кардина
- 2004 — Буря / The Tempest (фильм-опера), Великобритания, музыка Томаса Адеса, режиссёр Джонатан Хасвелл
- 2008 — «Буря» , / Burza, Польша (ТВ), режиссёры Кася Адамик[пол.], Кшиштоф Варликовский
- 2010 — «Буря» , / The Tempest (США), режиссёр Джули Теймор (США)
- 2010 — «Буря» , / The Tempest (Канада), (Стратфордский фестиваль) режиссёр Дес МакАнуфф[англ.]
- 2012 — Буря / The Tempest (фильм-опера), США The Metropolitan Opera HD Live Музыка Томаса Адеса, режиссёр Гэри Халверсон, дирижёр Томас Адес
- 2013 — «Буря» , / The Tempest, США, эпизод телесериала «СТратфорд, Алабама», режиссёр Ти Фаннинг
- 2014 — «Буря» / The Tempest, Великобритания «Глобус» на экране, режиссёры Джереми Херрин[англ.], Йен Расселл
- 2015 — «Буря» / The Tempest (фильм-опера), Австрия, музыка Томаса Адеса, режиссёр Robert Gummlich
- 2017 — «Буря» / The Tempest, Великобритания, Королевская Шекспировская компания, режиссёр Грегори Доран
- 2017 — Миранда / Miranda, Франция, режиссёр Корентин Леконте
- 2018 — «Буря» / The Tempest, Великобритания, режиссёр Йен Расселл
- 2019 — «Буря» / The Tempest, Канада, Статфордский фестиваль, режиссёр Барри Аврич[англ.]

## Переводы на русский
- первый русский перевод (отрывки) — Николай Карамзин, 1803 год.
- первый полный русский перевод — Николай Сатин, 1840 год.
- Лев Мей (1862 год; переведено первое действие, перевод был найден после смерти Льва Мея; опубликован — С.-Петербург: Типография товарищества «Общественная польза», 1887)
- Павел Каншин (1893 год; опубликован — С.-Петербург: Издание С. Добродеева, 1893)
- Михаил Кузмин (1930 год; опубликован — Москва: Московский рабочий, 1990) — текст
- Татьяна Щепкина-Куперник (Москва, 1940) — [lib.ru/SHAKESPEARE/shks_tempest5.txt текст]
- Михаил Донской (Москва, Искусство, 1960) — [lib.ru/SHAKESPEARE/burja.txt текст]
- Осия Сорока (Москва, Известия, 1990) — [lib.ru/SHAKESPEARE/shks_tempest2.txt текст]

## «Буря» в астрономии
В честь героев трагикомедии названы десять спутников Урана: Ариэль (открыт в 1851 году), Миранда (1948), Калибан (1997), Сикоракса (1997), Просперо (1999), Сетебос (1999), Стефано (1999), Тринкуло (2001), Франциско (2001) и Фердинанд (2001).

## Культурные отсылки
- В компьютерной игре Fahrenheit одной из любимых книг главного героя Лукаса Кейна была «Буря» Шекспира которую он забыл возле своего столика в кафе.
- В романе «Волхв» Джона Фаулза ссылки на драму «Буря» и её героев проходят через всё произведение.
- Аниме «Буря потерь» является интерпретацией сюжета «Бури», а также имеет многочисленные отсылки к другой пьесе Шекспира — «Гамлет».
- В цикле «Троя» Дэна Симмонса, в который входят произведения «Илион» и «Олимп», имеются многочисленные отсылки к героям «Бури» Просперо, Калибану
- В романе «Коллекционер» Джона Фаулза также встречаются имена героев.
- В британском фильме 2011 года «То, что надо![англ.]» сюжет развивается на фоне постановки школьниками пьесы «Буря».
- Тридцать третий студийный альбом американского автора-исполнителя Боба Дилана называется «Tempest» (2012). Хотя сам музыкант отмечал: «Последняя пьеса Шекспира называлась The Tempest, а название моей записи — просто Tempest. Это два разных названия»[56].
- Облик чёрного дыма в телесериале Остаться в живых.
- В вымышленной фантастической вселенной Warhammer 40,000 Просперо и Калибан — планеты легионов Тысячи Сынов и Темных Ангелов.
- В сериале «Библиотекари» антагонистом второго сезона является Просперо, которого не устраивает взгляд Шекспира на финал его истории.
- В сказке Юрия Олеши «Три толстяка» один из героев носит такое же имя, как и главный герой Бури Просперо — оружейник и главный бунтовщик.
- Но, по-видимому, наиболее значимым результатом воздействия шекспировской «Бури» стал роман-антиутопия английского писателя Олдоса Хаксли «О дивный новый мир» (1932).[источник не указан 1867 дней] Пьесу венчает фраза «How beauteous mankind is! O brave new world…» («Как прекрасно человечество! / О дивный новый мир…!», или, в переводе О. Сороки и В. Бабкова: «Как род людской красив! И как хорош…». Эту фразу Шекспира О. Хаксли сделал заголовком своего произведения (что уже само по себе привлекало внимание образованных людей, на которых автор, в основном, и рассчитывал). К тому же герой книги Джон использует цитаты из пьесы. Но если у Шекспира речь идет хотя и об иллюзорном, но действительно замечательном мире, то Хаксли показывает в этой, а затем и в написанной вслед за ней книге «Brave New World Revisited» («Дивный новый мир, посещенный заново») (1958), что в современном ему обществе всё происходит с точностью до наоборот, и это общество становится всё более тоталитарным.
- В компьютерной игре Life Is Strange: Before The Storm в эпизоде 2 главные герои силами школьного драмкружка ставят пьесу «Буря». Основное отличие в том, что Просперо и Ариэль в этой постановке женские персонажи. Название эпизода 2 является отсылкой к роману-антиутопии Олдоса Хаксли — «О дивный новый мир», а название эпизода 3 является цитатой персонажа самой «Бури» — «Ад пуст».
- В Игре Silent Hill Origins один из боссов является Калибан, а также враги Ариель
- В комиксе «Лига выдающихся джентльменов» упомянуты Просперо, Калибан и Ариэль, как члены первого состава Лиги.
- В 9ой серии 1ого сезона сериала Звёздный путь: Нижние палубы один из персонажей цитирует пьесу, на что с удивлением указывает другой.
- В книге Оскара Уайльда "Портрет Дориана Грея" также имеются упоминания "Бури"
- В сериале "Мир Дикого Запада" андроид Питер Абернати, в одной из конфигураций, возглавлял группу оккультистов-каннибалов и любил цитировать Шекспира, в том числе "Бурю": «Разве ты не видишь? Опустел весь ад и дьяволы все тут»
- Компьютерная игра The Talos Principle 2 содержит множество отсылок к "Буре". Игра разделена на 5 актов и эпилог; одну из героинь зовут Миранда; один из вариантов эпилога носит название "Куда ещё не опускался лот"; в другом варианте эпилога звучит отрывок "Окончен праздник..."
- В сборнике Полины Липкиной "Галактические происшествия " [57]  есть рассказ "Дух воздуха и морская бутылка" одним из героев которого является персонаж "Бури" Шекспира Ариэль.  Ариэль помогает главной героине произведения Полины Липкиной в её астральных путешествиях.